# Умільці Ксанаду
Умільці Ксанаду (англ. The Skills of Xanadu) — науково-фантастичне оповідання американського письменника-фантаста Теодора Стерджена. Вперше надруковане у липневому номері журналу Galaxy Science Fiction 1956 року. Перекладене нідерландською, німецькою, російською, французькою, румунською, португальською та болгарською мовами.

## Сюжет
В оповіданні розповідається про зустріч представників двох планет з протилежними цінностями і суспільним устроєм. З одного боку — агресивна структурованість, індустріалізм і урбанізм, жадоба влади і поневолення, обман і війна; з іншого — трохи більше десятка тисяч жителів на всю планету, мікросуспільство без міст, люди, які створили гармонійну біоцивілізацію, своєрідний екокомунізм. Прагнучи осягнути секрет виробництва будь-яких речей на планеті без видимої промисловості, таємницю колективної свідомості, розуму і волі місцевих жителів, чиновник-колонізатор краде у них один з дивовижних поясів. Але у себе вдома застосування цього диво-артефакту не призвело до створення армії завойовників і супермайстрів, як це спочатку замислювалося. У «осередку цивілізації» почали відбуватися неочікувані зміни…